# 프리잭
프리잭(Free Jack)은 와이즈온이 개발하고 빅스푼 코퍼레이션이 서비스하는 달리기 레이싱 게임이다. 북미에서 서비스 하고있으며, 2011년 12월 15일부터 대한민국에서의 첫 CBT를 진행하고 있고 이어 유럽과 대만의 서비스 계약을 완료하였다. 하지만 2012년 10월에 실패로 인해 서비스가 종료되었다.